# Kuro aparatūra
Kuro aparatūra (dt. 'Kraftstoff-Apparatur') war eine Kraftstoffpumpen- und Einspritzdüsen-Fabrik, das größte Industrieunternehmen von 1959 bis 2002 in Vilnius.

## Geschichte
Gegründet wurde das Unternehmen als  Vilniaus kuro aparatūros gamykla. Produzierte es die Verteilung-Hochdruck-Kraftstoffpumpen, closed-end Sprühgeräte für die Traktoren und Verbrennungsmotoren. 1965 begann es als erste in der UdSSR  ausschüttende Kraftstoffpumpen zu produzieren.  1983 beschäftigte man 7.200 Mitarbeiter.
1990 wurde es zu „Vilniaus valstybinė kuro aparatūros gamykla“ und 1993 zu akcinė bendrovė (AG) mit 10.000 Mitarbeitern.
2000  erwarben private Besitzer  die staatliche Mehrheitsbeteiligung und übernahmen das Unternehmen, das zu der Zeit  60 Millionen Litas Schulden hatte. 2001  betrug der Umsatz 24 Mio.  Lt, es gab etwa 1.000 Arbeiter,  63 Millionen LTL Schulden.  2002 eröffnete man das Konkursverfahren.